# Turnix
Turnix es un género de aves charadriformes de la familia Turnicidae, cuyos miembros habitan principalmente en el África subsahariana, el sur y este de Asia y Australasia, aunque una especie habita en el norte de África y el sur de la península ibérica.

## Especies
El género contiene 16 especies:
- Turnix castanotus - torillo dorsicastaño;
- Turnix everetti - torillo de Sumba;
- Turnix hottentottus - torillo hotentonte;
- Turnix maculosus - torillo moteado;
- Turnix melanogaster - torillo pechinegro;
- Turnix nanus - torillo de rabadilla negra;
- Turnix nigricollis - torillo malgache;
- Turnix ocellatus - torillo ocelado;
- Turnix olivii - torillo de Robinson;
- Turnix pyrrhothorax - torillo pechirrufo;
- Turnix suscitator - torillo batallador;
- Turnix sylvaticus - torillo andaluz;
- Turnix tanki - torillo tanki;
- Turnix varius - torillo pintojo;
- Turnix velox - torillo veloz;
- Turnix worcesteri - torillo de Worcester.